# Napoleondor

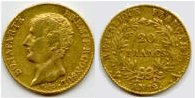
Napoleondor z 1803 roku

Napoleondor, także napoleon (fr. Napoléon d'or - złoty Napoleon) to złota moneta francuska o wartości 20 franków w złocie bita za panowania Napoleona I (od 1803) i Napoleona III. W obiegu do I wojny światowej. 
1 napoleondor ważył 6,45161 g i był wykonany ze złota próby 900.